# Китмановська сільська рада
Китма́новська сільська рада (рос. Кытмановский сельский совет) — сільське поселення у складі Китмановського району Алтайського краю Росії.
Адміністративний центр — село Китманово.

## Історія
2011 року ліквідовані Петрушихинська сільська рада (село Петрушиха, селище Кур'я) та Сосновологівська сільська рада (село Сосновий Лог), території увійшли до складу Китмановської сільради.

## Населення
Населення — 4901 особа (2019; 5351 в 2010, 6249 у 2002).

## Склад
До складу сільської ради входять:
| Населений пункт    | Населення, осіб (2002) | Населення, осіб (2010) |
| ------------------ | ---------------------- | ---------------------- |
| Китманово, село    | 4216                   | 3873                   |
| Кур'я, село        | 198                    | 146                    |
| Петрушиха, село    | 338                    | 232                    |
| Сосновий Лог, село | 688                    | 542                    |
| Стара Тараба, село | 523                    | 397                    |
| Улус-Тараба, село  | 285                    | 161                    |
| Ясашино, село      | 1                      | 0                      |